# Ashritha Eswaran
Ashritha Eswaran est une joueuse d'échecs américaine née le 6 novembre 2000. Elle a le titre de grand maître international féminin depuis 2022.
Au 1er juillet 2022, elle est la troisième joueuse américaine et la 55e joueuse mondiale avec un classement Elo de 2 394 points.

## Biographie et carrière
Ashritha Eswaran a remporté le championnat américain de la jeunesse dans les catégories moins de 12 ans (en 2012), moins de 14 ans (en 2013), moins de 20 ans (en 2015). Elle remporta le championnat panaméricain junior féminin 2015 disputé à San Salvador avec 7,5 points sur 9.
En 2016, elle finit troisième (médaille de bronze avec 6,5 points sur 9) du championnat continental panaméricain féminin disputé à Lima et douzième (avec 4,5 points sur 9) du championnat panaméricain féminin  disputé à Manzanillo (Mexique).
Elle a participé au championnat américain féminin adulte en 2014, 2016, 2019, 2020 et 2021. En 2016 et 2020, elle marqua la moitié des points (5,5 points sur 11) du championnat des États-Unis d'échecs féminin et finit septième en 2016 et cinquième ex æquo en 2020. En 2021, elle est  quatrième ex æquo (avec 6 points sur 11). Elle est première joueuse du American Open disputé à Los Angeles.